# Saint-Martin-de-Pallières
Pour les articles homonymes, voir Saint-Martin et Pallières.
Saint-Martin-de-Pallières, anciennement Saint-Martin, est une commune française située dans le département du Var en région Provence-Alpes-Côte d'Azur.

## Géographie

### Situation
Saint-Martin est située en France, dans le Haut Var, entre Rians et Barjols, à 20 kilomètres à vol d'oiseau au nord de Saint-Maximin-la-Sainte-Baume, et 20 kilomètres au sud-ouest des gorges du Verdon.

### Géologie et relief
Ce village perché, accroché au flanc nord du plateau des Pallières (d'où son appellation de Saint-Martin-de-Pallières), domine une petite dépression qui s'étend vers l'ouest jusqu'à la Durance et se referme à l'est avant Varages.
La commune s'étend largement vers le sud par une zone de vallons boisés, lointain prolongement du massif de la Sainte-Victoire, coupée de vastes clairières (bergerie de Valensole, du Puits de Campagne).
La commune et son environnement présentent des paysages institutionnalisés, des sites patrimoniaux remarquables et des monuments historiques préservés,.
Paysages institutionnalisés. Les principaux sites à enjeu du secteur sont les suivants :
* le Bois du Château de Saint-Martin-de-Pallières, site classé situé à 4,5 km au nord du site ;
* l’Ensemble formé par le village de St-Martin, le Château et une partie de son parc, site inscrit situé à 4,5 km au nord du site ;
* le massif du Concors, site classé situé au plus proche à 6 km à l’ouest.

### Communes limitrophes
|          |                           | La Verdière |
| Esparron | Saint-Martin-de Pallières | Varages     |
|          | Seillons-Source-d'Argens  | Brue-Auriac |

### Voies de communications et transports
La commune est située sur un axe de traversée du haut-Var d'ouest en est, de la Durance (Peyrolles-en-Provence) à Draguignan. Bien que secondaire, cet axe a une importance vitale pour ce secteur. Il était anciennement desservi par un chemin de fer secondaire reliant Meyrargues à Nice (ligne Central-Var des Chemins de fer de Provence). Saint-Martin avait sa gare. Cependant le village est situé à l'écart de la route (D 561, ex-route nationale 561), et ne profite pas du trafic de passage.
Vers le nord, la D 470 rejoint la D 65 en direction de la Verdière, et vers le sud la même D 470 rejoint la D 70 en direction de Seillons à travers les collines.

### Sismicité
Il existe trois zones de sismicité dans le Var : 
- Zone 0 : risque négligeable. C'est le cas de bon nombre de communes du littoral varois, ainsi que d'une partie des communes du centre Var. Malgré tout, ces communes ne sont pas à l'abri d'un effet tsunami, lié à un séisme en mer ;
- Zone Ia : risque très faible. Concerne essentiellement les communes comprises dans une bande allant de la montagne Sainte-Victoire au massif de l'Esterel ;
- Zone Ib : risque faible. Ce risque, le plus élevé du département mais qui n'est pas le plus haut de l'évaluation nationale, concerne vingt et une communes du nord du département.

La commune de Saint-Martin est en zone sismique de très faible risque Ia.

### Hydrographie et les eaux souterraines
Cours d'eau sur la commune ou à son aval :
- cours d'eau aval : Argens (fleuve) ;
- le Grand Vallat ;
- la Cathédrale souterraine : grande citerne du château[6], édifiée en 1747, c'est alors la plus grande citerne d'Europe.

### Climat
Pour des articles plus généraux, voir Climat de Provence-Alpes-Côte d'Azur et Climat du Var.
En 2010, le climat de la commune est de type climat méditerranéen altéré, selon une étude du Centre national de la recherche scientifique s'appuyant sur une série de données couvrant la période 1971-2000. En 2020, Météo-France publie une typologie des climats de la France métropolitaine dans laquelle la commune est exposée à un climat méditerranéen et est dans la région climatique  Provence, Languedoc-Roussillon, caractérisée par une pluviométrie faible en été, un très bon ensoleillement (2 600 h/an), un été chaud (21,5 °C), un air très sec en été, sec en toutes saisons, des vents forts (fréquence de 40 à 50 % de vents > 5 m/s) et peu de brouillards. 
Pour la période 1971-2000, la température annuelle moyenne est de 12,6 °C, avec une amplitude thermique annuelle de 16,3 °C. Le cumul annuel moyen de précipitations est de 773 mm, avec 6,2 jours de précipitations en janvier et 2,7 jours en juillet. Pour la période 1991-2020, la température moyenne annuelle observée sur la station météorologique de Météo-France la plus proche, « Varages », sur la commune de Varages à 6 km à vol d'oiseau, est de 14,3 °C et le cumul annuel moyen de précipitations est de 786,8 mm. 
La température maximale relevée sur cette station est de 44,5 °C, atteinte le 28 juin 2019 ; la température minimale est de −12,5 °C, atteinte le 2 mars 2005,,. 
Les paramètres climatiques de la commune ont été estimés pour le milieu du siècle (2041-2070) selon différents scénarios d'émission de gaz à effet de serre à partir des nouvelles projections climatiques de référence DRIAS-2020. Ils sont consultables sur un site dédié publié par Météo-France en novembre 2022.

## Urbanisme
La commune dispose d'un plan local d'urbanisme,,.
Aire de mise en valeur de l'architecture et du patrimoine

### Typologie
Au 1er janvier 2024, Saint-Martin-de-Pallières est catégorisée commune rurale à habitat dispersé, selon la nouvelle grille communale de densité à sept niveaux définie par l'Insee en 2022.
Elle est située hors unité urbaine. Par ailleurs la commune fait partie de l'aire d'attraction de Marseille - Aix-en-Provence, dont elle est une commune de la couronne,. Cette aire, qui regroupe 115 communes, est catégorisée dans les aires de 700 000 habitants ou plus (hors Paris),.

### Occupation des sols
L'occupation des sols de la commune, telle qu'elle ressort de la base de données européenne d’occupation biophysique des sols Corine Land Cover (CLC), est marquée par l'importance des forêts et milieux semi-naturels (84,3 % en 2018), une proportion sensiblement équivalente à celle de 1990 (84,1 %). La répartition détaillée en 2018 est la suivante : 
forêts (56,9 %), milieux à végétation arbustive et/ou herbacée (17,7 %), zones agricoles hétérogènes (15,5 %), espaces ouverts, sans ou avec peu de végétation (9,7 %), terres arables (0,2 %). L'évolution de l’occupation des sols de la commune et de ses infrastructures peut être observée sur les différentes représentations cartographiques du territoire : la carte de Cassini (XVIIIe siècle), la carte d'état-major (1820-1866) et les cartes ou photos aériennes de l'IGN pour la période actuelle (1950 à aujourd'hui).

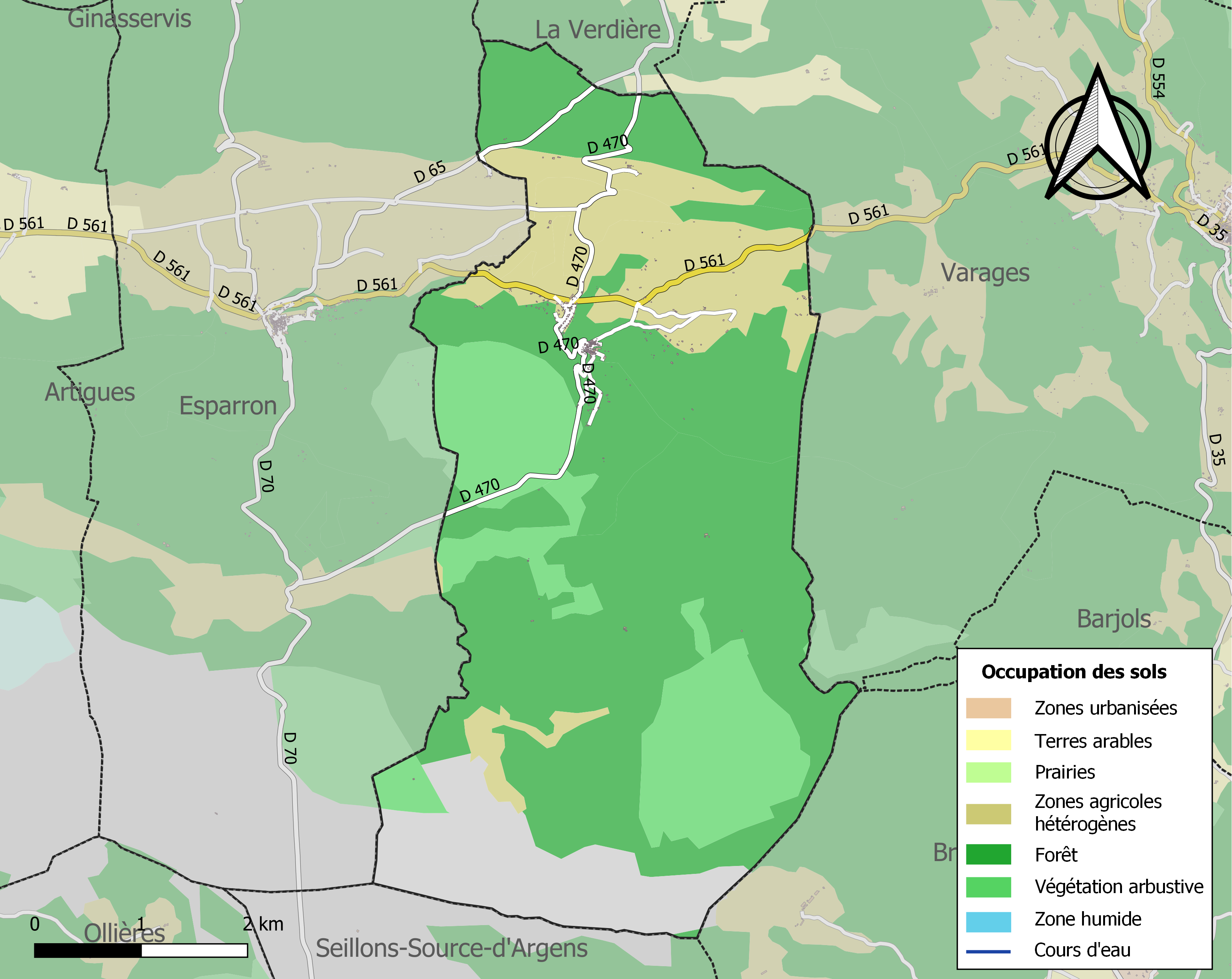
Carte des infrastructures et de l'occupation des sols de la commune en 2018 (CLC).

### Intercommunalité
Commune membre de la Communauté de communes Provence Verdon et du Pays de la Provence Verte.

## Histoire
Les premiers habitants connus de Saint-Martin-de-Pallières occupaient la grotte de la glacière vers 200 av. J.-C.
Des tombeaux du Bas-Empire romain furent découverts sur le site de la ferme du Logis. L’un d’entre eux, intact, renfermait le corps d’un guerrier enterré avec armes, bijoux et vaisselle.
Près de la chapelle Saint-Étienne, des tessons de poteries, des monnaies et des fondations de constructions témoignent de l’existence d’un habitat antique dans la plaine.
Au Moyen Âge, à la suite des saccages et des invasions répétés, la population se réfugie sur les hauteurs rocheuses et se regroupe au pied du château fortifié du XIe siècle.
Au début du XIVe siècle, le bourg est alors un des pôles importants de la région, mais il subit la peste noire de 1348.
Presque inhabité en 1471, il se repeuple au XVIe siècle.
Aux XVIIe et XVIIIe siècles, la culture s’intensifie.
Seigneurie des Vintimille au XIVe siècle, le fief est érigé en marquisat par lettres patentes de janvier 1661 pour Pierre de Laurens, conseiller au Parlement de Provence en 1623.
Le bourg connait un apogée démographique en 1838 avec 472 habitants. Au XIXe siècle, sa physionomie évolue : le château s’agrandit. Les lavoirs et le campanile sont construits, la gare sur la ligne des Chemins de Fer du Sud est créée, ainsi que la coopérative vinicole.
Mais après la guerre de 1914, le village subit de plein fouet l’exode rural et tombe en partie en ruine, il abrite moins d’une centaine d’âmes, avant de connaître un renouveau dans les années 1980.
Saint-Martin compte plus de 240 habitants et autant de résidents secondaires. Depuis le 4 août 2012, la commune a changé de nom, elle redevient officiellement Saint-Martin-de-Pallières, ceci dans le but d'éviter les confusions avec d'autres communes portant un nom similaire.

## Héraldique
|  | Les armoiries de Saint-Martin-de-Pallières sont celles de la famille de Laurens, elles se blasonnent ainsi : D'or au laurier de sinople, au chef d'azur chargé de trois étoiles du champ. |

## Politique et administration
| Période                                  | Période  | Identité                | Étiquette | Qualité |
| ---------------------------------------- | -------- | ----------------------- | --------- | --- |
| Les données manquantes sont à compléter. |          |                         |           | |
| 1900                                     | 1904     | Marius Galhy            |           | |
| 1904                                     | 1905     | Louis Reynier           |           | |
| 1905                                     | 1905     | Edouard Restegue        |           | |
| 1905                                     | 1908     | Lazare Giraud           |           | |
| 1908                                     | 1912     | Auguste Peyre           |           | |
| 1912                                     | 1919     | Célestin Arène          |           | |
| 1919                                     | 1933     | Joseph Galhuy           |           | |
| 1933                                     | 1941     | Marcel Daumas           |           | |
| 1941                                     | 1944     | Comte Paul de Boisgelin |           | |
| 1944                                     | 1944     | René Cayard             |           | |
| 1944                                     | 1959     | Marcel Daumas           |           | |
| 1959                                     | 1963     | Gilbert Porte           |           | |
| 1963                                     | 1963     | Jean Pelas              |           | |
| 1963                                     | 1965     | Henri Raynaud           |           | |
| 1965                                     | 1989     | Gabriel Julien          | PCF       | |
| mars 1989                                | En cours | Bernard de Boisgelin    | SE        | Président de la Communauté de communes Provence Verdon, fusion des communautés de communes Verdon Mont Major et Provence d'Argens en Verdon (2014-2020). 1er Vice président de la Communauté de communes (2020 → ). |

### Budget et fiscalité 2022
En 2022, le budget de la commune était constitué ainsi :
- total des produits de fonctionnement : 412 000 €, soit 1 639 € par habitant ;
- total des charges de fonctionnement : 312 000 €, soit 1 242 € par habitant ;
- total des ressources d’investissement : 2 000 €, soit 9 € par habitant ;
- total des emplois d’investissement : 109 000 €, soit 434 € par habitant.
- endettement : 20 000 €, soit 80 € par habitant.

Avec les taux de fiscalité suivants :
- taxe d’habitation : 13,00 % ;
- taxe foncière sur les propriétés bâties : 38,46 % ;
- taxe foncière sur les propriétés non bâties : 56,31 % ;
- taxe additionnelle à la taxe foncière sur les propriétés non bâties : 0,00 % ;
- cotisation foncière des entreprises : 0,00 %.

Chiffres clés Revenus et pauvreté des ménages en 2020 : Médiane en 2020 du revenu disponible,  par unité de consommation : 20 030 €.

## Population et société

### Démographie

#### Évolution démographique
L'évolution du nombre d'habitants est connue à travers les recensements de la population effectués dans la commune depuis 1793. Pour les communes de moins de 10 000 habitants, une enquête de recensement portant sur toute la population est réalisée tous les cinq ans, les populations de référence des années intermédiaires étant quant à elles estimées par interpolation ou extrapolation. Pour la commune, le premier recensement exhaustif entrant dans le cadre du nouveau dispositif a été réalisé en 2007.

En 2022, la commune comptait 271 habitants, en évolution de +10,16 % par rapport à 2016 (Var : +4,98 %, France hors Mayotte : +2,11 %).
| 1793 | 1800 | 1806 | 1821 | 1831 | 1836 | 1841 | 1846 | 1851 |
| ---- | ---- | ---- | ---- | ---- | ---- | ---- | ---- | ---- |
| 410  | 458  | 420  | 452  | 442  | 472  | 423  | 384  | 389  |

| 1856 | 1861 | 1866 | 1872 | 1876 | 1881 | 1886 | 1891 | 1896 |
| ---- | ---- | ---- | ---- | ---- | ---- | ---- | ---- | ---- |
| 402  | 384  | 402  | 344  | 315  | 300  | 265  | 244  | 228  |

| 1901 | 1906 | 1911 | 1921 | 1926 | 1931 | 1936 | 1946 | 1954 |
| ---- | ---- | ---- | ---- | ---- | ---- | ---- | ---- | ---- |
| 212  | 224  | 190  | 153  | 128  | 148  | 156  | 143  | 124  |

| 1962 | 1968 | 1975 | 1982 | 1990 | 1999 | 2006 | 2007 | 2012 |
| ---- | ---- | ---- | ---- | ---- | ---- | ---- | ---- | ---- |
| 114  | 98   | 102  | 116  | 142  | 152  | 193  | 199  | 242  |

| 2017 | 2022 | - | - | - | - | - | - | - |
| ---- | ---- | - | - | - | - | - | - | - |
| 244  | 271  | - | - | - | - | - | - | - |

### Enseignement
La première mairie-école du territoire de la Provence Verte est construite à Saint-Martin-de-Pallières.
- École maternelle et élémentaire[34].
- Collège à Barjols[35].
- Lycée à Saint-Maximin-la-Sainte-Baume.

### Cultes
- Culte catholique. L'église Notre Dame de l'Assomption (dont le saint patron fêté les 26 décembre est Saint Étienne) appartient à la paroisse de Barjols, diocèse de Fréjus-Toulon[36].

### Personnalités liées à la commune
- Eugène de Mazenod, (1782-1861) évêque de Marseille.
- Gérard Mourou, physicien. Prix Nobel de physique en 2018.

## Économie

### Entreprises et commerces

#### Agriculture
- Coopérative vinicole La Saint-Martinaise[37].
- Éleveur caprin[38].

#### Tourisme
- Saint-Martin-de-Pallières est située dans le réseau des Villages et cités de caractère[39].
- Visite guidée de la Cathédrale souterraine[40].
- Gîtes ruraux.
- Chambre d'hôtes[41].
- Sentier de grande randonnée (GR99)[42],[43].

#### Commerces
- Commerce - artisanat - services.

Bistrot et animations :
- Bistrot de pays. "Scènes de Bistrots" : Dîner et spectacle le 3 mai 2019[44],[45],[46].

## Lieux et monuments
« Je connais un petit village dans le Var (pourquoi taire son nom? c'est Saint-Martin de Pallières) qui a fait classer une prairie. Parce que cette prairie mettait une belle tache de vert sombre sur une terre où, en effet, ce vert est une bénédiction pour l'œil. Bravo ! Il ne fallait que quelques hommes intelligents ; ou peut-être un seul a suffi, qui a persuadé les autres. »

— Jean Giono, La chasse au bonheur, 1970
- Château de Saint-Martin (du XIIe au XIXe siècle)[47], et son parc[48],[49],[50].
  - Le parc du château[51] aménagé en 1734[52].
  - La Cathédrale souterraine : Grande citerne du château[53], monument historique inscrit (visite mai à septembre inclus). Édifiée en 1747, c'est alors la plus grande citerne d'Europe[54],[55].
- Église Notre-Dame-de-l'Assomption (XVIIe siècle), consacrée en 1690, est classée[56], et contenant un retable (monument historique)[57] et le tombeau de la famille de Boisgelin[58],[59].
- Chapelle Saint Étienne[60],[61],[62].
- Beffroi dit « tour de l'Horloge » (XIXe siècle).
- Monuments commémoratifs[63] :
  - Monument aux Morts,
  - Plaque commémorative 1914-1918 de l'église Notre-Dame de l'Assomption[64],
  - Les communes de Correns et Saint-Martin-de-Pallières conservent un tableau commémoratif offert par l'Union des grandes associations françaises aux communes après la Grande Guerre, signé Jean-Alexandre Coraboeuf (1870-1947)[65].
- Lavoir et bugade, et les vestiges d’un ancien autel romain au-dessus de la « Grande Fontaine ».

## Manifestation culturelle
Festival de musique, créé en 2019, le festival "Les Concerts en Voûtes" accueille en période estivale des musiciens de grande qualité de la scène internationale. Les concerts ont lieu dans l'étonnante "Cathédrale Souterraine" dont l'exceptionnelle acoustique est maintenant reconnue.

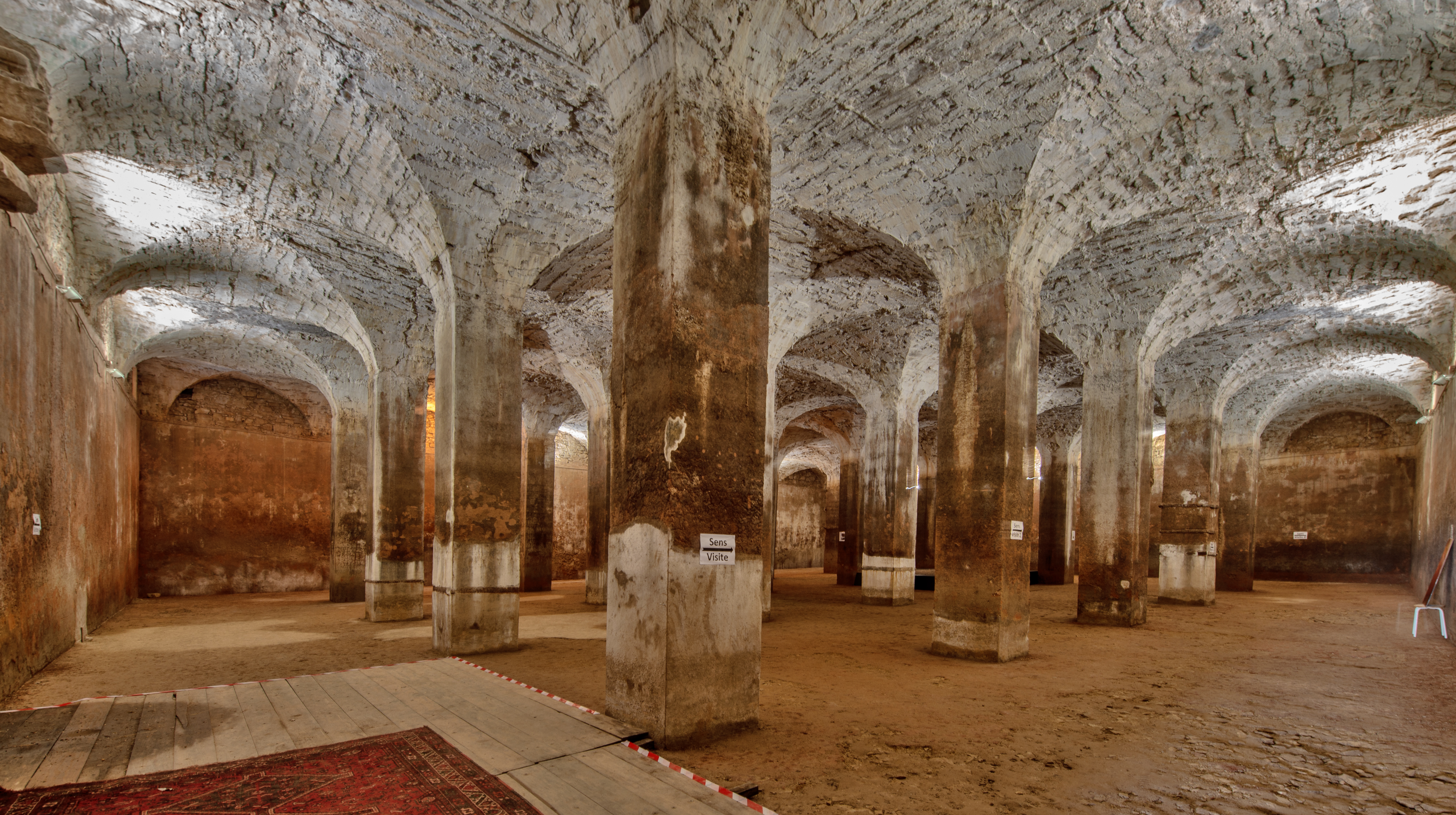

## Galerie

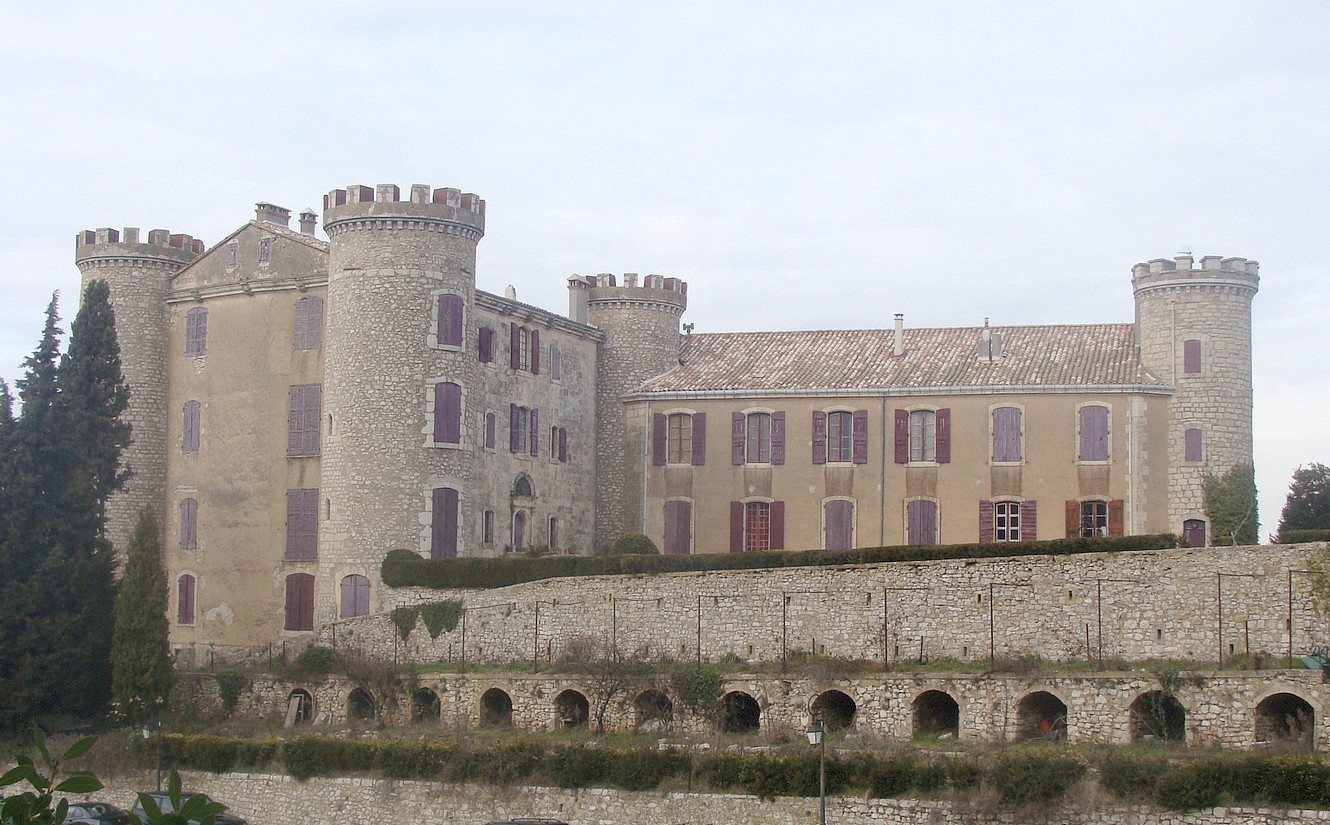
Le château côté parc.
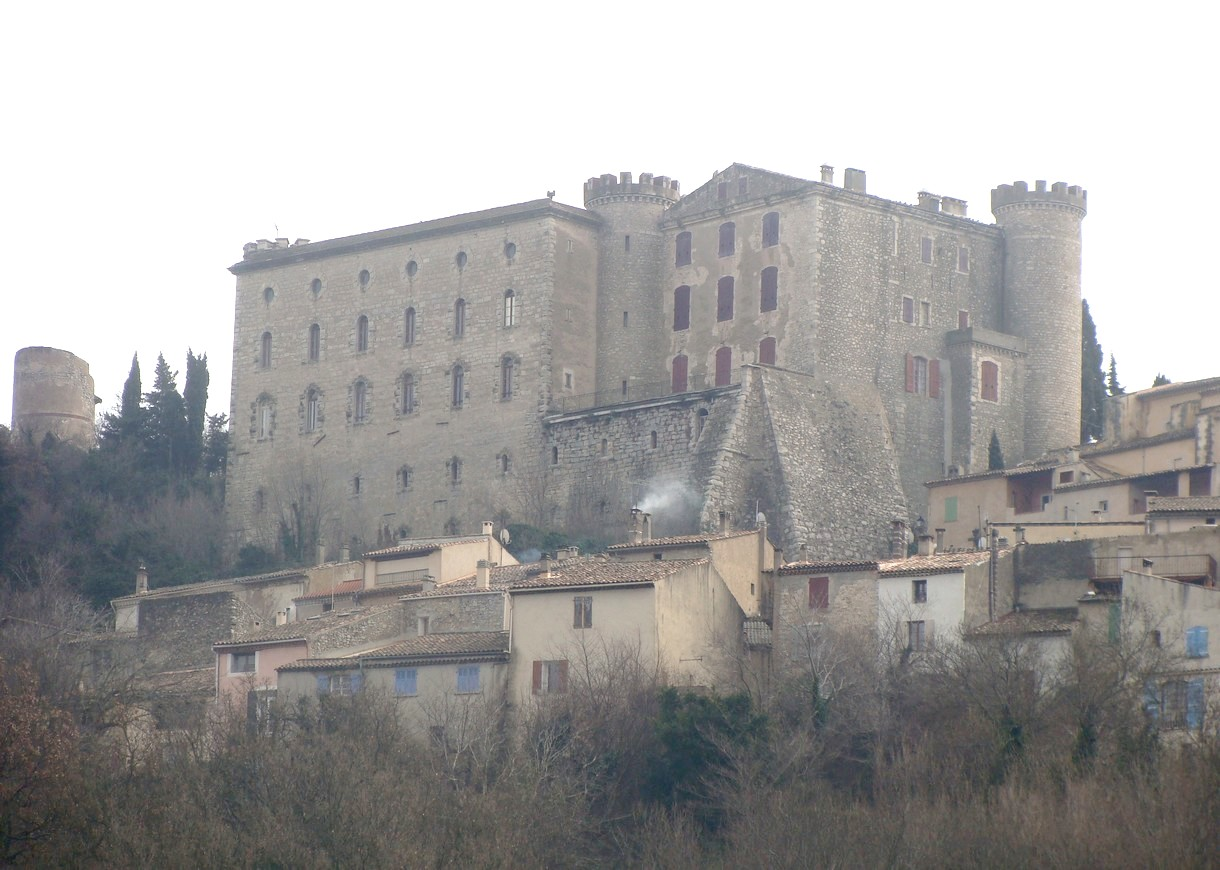
Le château côté village.
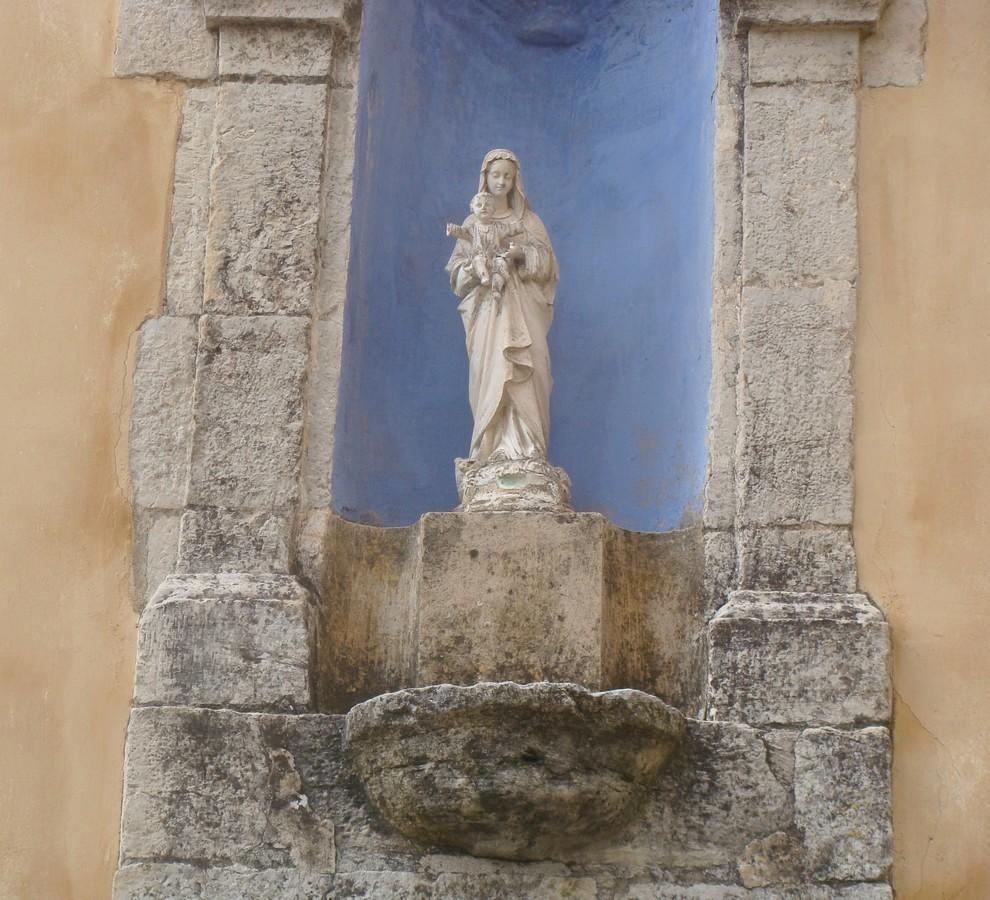
Vierge à l'enfant de l'église.
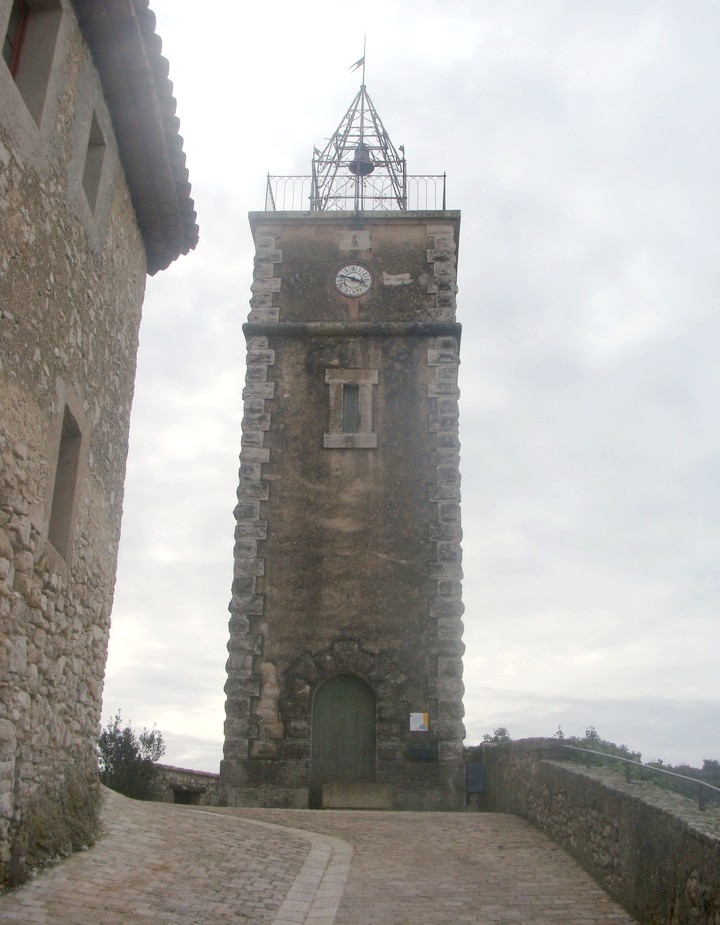
La  tour de l'Horloge  et son campanile.
- La Cathédrale Souterraine